# او گفت
او گفت (به هندی: Usne Kaha Tha) فیلمی محصول سال ۱۹۶۰ و به کارگردانی مونی باتاچارجی است. در این فیلم بازیگرانی همچون سونیل دات، ناندا، راجیندرا نات، دورگا خوته، تارون بوس، آسیت سن، لیلا میشارا، رشید خان ایفای نقش کرده‌اند.